# Testimony of the Ancients
Testimony of the Ancients — третий студийный альбом нидерландской группы Pestilence, вышедший в 1991 году. Альбом стал переходным в творчестве коллектива: звучание, которое придал группе продюсер Скотт Бёрнс, стало более кристальным и гладким, техничность музыки стала более явной, и появились прогрессивные элементы, развитые в следующем альбоме группы Spheres. Testimony of the Ancients — первый студийный альбом группы, вокальные партии в котором после ухода из Pestilence Мартина Ван Дрюнена исполнил гитарист Патрик Мамели.

## Предыстория альбома и запись
В конце тура Pestilence в поддержку Consuming Impulse в группе наметился раскол: Мартин ван Дрюнен, фронтмен и басист группы, был недоволен тем, как Патрик Мамели ведёт дела в группе и считал, что он возомнил себя рок-звездой. Также он в штыки воспринял его предложение записывать следующий альбом в Америке, в студии Morrisound Recording и под руководством продюсера Скотта Бёрнса, уже работавшим над альбомами Gorguts, Atheist, Death и других дэт-метал-групп. Мартин считал звук Скотта «чистым, зализанным и совсем не европейским» и считал, что нидерландской группе следует придерживаться европейских дэт-метал-тенденций. Он высказался на этот счёт барабанщику группы, Марко Фоддису. Однако вскоре Мартин узнал, что тот «скрысячил» и рассказал Мамели обо всём, чем вокалист откровенно поделился с Марко. Это настолько возмутило Мартина, что он незамедлительно покинул США, не участвовав в переговорах. После возвращения в Нидерланды группа вызвала ван Дрюнена на общий сбор. Он вспоминал что как только он вошёл в комнату, Мамели сходу начал обвинять его в непрофессионализме и злоупотреблением алкоголем. Это привело Мартина в ярость. Выкрикнув «Да к чёрту тебя и твою группу!», Мартин хлопнул дверью и ушёл. Глава истории Pestilence с Мартином ван Дрюненом была закончена. Впоследствии ван Дрюнен и Pestilence не раз обменивались любезностями в адрес друг друга и музыки их коллективов, обвиняя друг друга в неуступчивости и непрофессионализме.
Группа приступила к записи нового альбома без постоянного басиста. Изначально в группу пришёл Ник Сиглас — басист из Канады, но из-за небрежного отношения к репетициям он был вскоре уволен. Безуспешные попытки найти нового басиста закончились тем, что Мамели убедил Тони Чоя из Cynic записать альбом. Это привело участников другой группы Тони Чоя — Atheist — в ярость. Келли Шейфер, фронтмен группы, заявлял ему: «Чувак, мы нашего басиста [погибшего в автомобильной аварии Роджера Паттерсона] не выкинули, не уволили, он же погиб, черт тебя побрал. Мы еле нашли замену, и тут ты уводишь нашего музыканта! Ты не можешь так поступить, зная, в каком мы положении». Шейфер знал, что Ммаели предложил Чою деньги, для его группы являющиеся неподъёмными. Флоридцам пришлось найти частичную замену в лице Даррена МакФарленда, а Тони присоединился к Pestilence. Мамели впервые с 1987 года стал исполнять функции вокалиста в группе.

## Об альбоме
Альбом взял более прогрессивное направление музыкально: в альбоме стало больше смен ритма, блюзовых соло Мамели, секций клавишных стало больше. Тексты, написанные Марко Фоддисом, затрагивают в основном темы мистицизма и сверхъестественных сил. Вокал Мамели менее хриплый, чем у ван Дрюнена, он напоминает стиль Чака Шульдинера.
После каждой песни в альбоме присутствует инструментальное аутро продолжительностью до одной минуты.
Продюсером пластинки стал Скотт Бёрнс. Мастеринг делался Эдди Шрейером в голливудской студии Future Disc, штат Калифорния.

## Обложка
Автор обложки — известный в метал-среде художник Дэн Сигрейв. На этой обложке впервые появляется астролябия — атрибут, впоследствии появившийся на всех без исключения обложках Pestilence. Релиз альбома состоялся 3 сентября 1991 года.

## Рецензии
Альбом получил полярные оценки. Многие критики не приняли новое звучание группы и считали, что здесь группа приняла шаги, приведшие к провальному с коммерческой точки зрения и разделивший фэнов на два враждующих лагеря джазового Spheres. Критик из Antichrist Magzine отмечает недостаток былой энергии и повторяющиеся риффы. Но альбом получил в целом тёплый приём от критиков, которые тяготели к экспериментальным и прогрессивным дэт-метал-альбомам. Так, например, издание Stormbringer.at выдало восхищённый ретроспективный отзыв на переиздание 2021 года, отметив работу продюсера Скотта Бёрнса. Нидерландский сайт Metalfan также был благосклонен к альбому, особенно отметив песню «Twisted Truth» как пример удачного соединения разноскоростных участков.

## Переиздание
В сентябре 2003 года лейбл Roadrunner Records переиздал этот и предыдущий альбом Pestilence Consuming Impulse (1989) в рамках своей серии двойных CD Two from the Vault.
В 2017 году Hammerheart Records переиздал альбом на различных носителям с бонус-треками, представляющими собой записи выступлений группы 1992 года, а в 2021 году издало юбилейное издание, посвящённое 30-летию пластинки.

## Кавер-версии
Dying Fetus исполнили кавер на композицию «Twisted Truth» для мини-альбома каверов History Repeats.

## Список композиций
Автор всей музыки — Патрик Мамели, кроме указанных композиций; автор текстов — Марко Фоддис.
| №                   | Название                                          | Музыка                         | Длительность |
| ------------------- | ------------------------------------------------- | ------------------------------ | ------------ |
| 1.                  | «The Secrecies of Horror»                         | Патрик Мамели, Патрик Утервейк | 4:56         |
| 2.                  | «Bitterness» (инструментальный трек)              | Патрик Мамели, Патрик Утервейк | 0:30         |
| 3.                  | «Twisted Truth»                                   | Патрик Утервейк                | 4:02         |
| 4.                  | «Darkening» (инструментальный трек)               |                                | 0:30         |
| 5.                  | «Lost Souls»                                      |                                | 3:40         |
| 6.                  | «Blood» (инструментальный трек)                   |                                | 0:28         |
| 7.                  | «Land of Tears»                                   |                                | 4:47         |
| 8.                  | «Free Us from Temptation» (инструментальный трек) |                                | 0:31         |
| 9.                  | «Prophetic Revelations»                           |                                | 5:21         |
| 10.                 | «Impure» (инструментальный трек)                  |                                | 0:59         |
| 11.                 | «Testimony»                                       |                                | 3:51         |
| 12.                 | «Soulless» (инструментальный трек)                | Тони Чой                       | 0:32         |
| 13.                 | «Presence of the Dead»                            |                                | 5:50         |
| 14.                 | «MindWarp» (инструментальный трек)                |                                | 0:25         |
| 15.                 | «Stigmatized»                                     | Мамели, Утервейк               | 5:23         |
| 16.                 | «In Sorrow» (инструментальный трек)               |                                | 1:11         |
| Общая длительность: | Общая длительность:                               | Общая длительность:            | 42:56        |

| №  | Название                            | Длительность |
| -- | ----------------------------------- | ------------ |
| 1. | «Chemotherapy» (live)               | 4:30         |
| 2. | «Presence of the Dead»              | 5:55         |
| 3. | «The Process of Suffocation» (live) | 2:55         |
| 4. | «Lost Souls» (live)                 | 3:54         |
| 5. | «Twisted Truth» (live)              | 4:54         |
| 6. | «Testimony» (live)                  | 4:17         |
| 7. | «Chronic Infection» (live)          | 3:46         |
| 8. | «Stigmatized» (live)                | 5:39         |
| 9. | «Out of the Body» (live)            | 4:27         |

| №  | Название                         | Длительность |
| -- | -------------------------------- | ------------ |
| 1. | «Darkening» (live)               | 4:04         |
| 2. | «Presence of the Dead»           | 5:48         |
| 3. | «Prophetic Revelations» (live)   | 5:41         |
| 4. | «Suspended Animation» (live)     | 3:40         |
| 5. | «The Secrecies of Horror» (live) | 4:55         |
| 6. | «The Trauma» (live)              | 3:25         |
| 7. | «Land of Tears» (live)           | 5:05         |

## Участники записи
- Патрик Мамели — гитара, вокал
- Патрик Утервейк — гитара
- Тони Чой — бас
- Марко Фоддис — барабаны
- Кент Смит — клавиши (приглашённый музыкант)